# توبي باركر
توبي باركر (بالإنجليزية: Toby Barker)‏ هو سياسي أمريكي، ولد في 31 ديسمبر 1981 في الولايات المتحدة. حزبياً، نشط في الحزب الجمهوري. وقد انتخب عضو مجلس نواب مسيسيبي.